# Ulica Gołębia w Krakowie
Ulica Gołębia – ulica w Krakowie, w dzielnicy I Stare Miasto, na Starym Mieście.
Łączy ulicę Bracką z Plantami przy ulicy F. Straszewskiego.
Przy ulicy mieści się główny gmach Uniwersytetu Jagiellońskiego Collegium Novum, a także Collegium Witkowskiego UJ, Collegium Minus UJ i główny budynek Wydziału Polonistyki UJ. Przy ulicy znajdował się także warsztat introligatora krakowskiego, Roberta Jahody.
W 1830 roku przy ulicy Gołębiej zamontowano pierwsze w Krakowie lampy zasilane z prowizorycznej gazowni. Kraków był pierwszym polskim miastem, w którym zaprezentowano oświetlenie gazowe. Profesor Karol Mohr przedstawił wtedy możliwości zastosowania gazu koksowniczego w celach oświetleniowych.
Ulica Gołębia pojawiła się w piosence „Kraków” wykonywanej przez zespół Myslovitz i Marka Grechutę.

## Kamienice
- nr 1. Kamienica Niderlandowska, narożna z ul. Bracką 7, ma obok portalu wykuty w czarnym marmurze herb Abdank z koroną hrabiowską. Dom ten należał w pierwszej połowie XIX w. do hrabiowskiej rodziny Ankwiczów. To właśnie w pannie Henriecie Ewie Ankwiczównie, podczas jej pobytu w Rzymie, pod koniec 1829 roku zakochał się Adam Mickiewicz. Jednakże ojciec, hrabia Stanisław, wywiózł pannę z Rzymu do Krakowa, gdyż nie uważał poety za odpowiednią partię dla swej ukochanej jedynaczki. Henrietta Ewa Ankwiczówna stała się prototypem Ewy z III części „Dziadów”, a także adresatką wierszy poety: „Do mego Cziczerona”. „Do H... Wezwanie do Neapolu. (Naśladowanie z Goethego)”. Henrietta Ewa (1810–1879 wyszła potem dwukrotnie za mąż (1 voto Sołtykowa, 2 voto Kuczkowska), była właścicielką pałacu Decjusza na Woli Justowskiej. Wsławiła się dużą rozrzutnością, na skutek czego wyrąbano sporą część lasu na Woli. Pomiędzy rokiem 1561, a 1564 kamienicę od rodziny Bonerów kupił Daniel Chroberski (złotnik, członek Rady Miejskiej, starszy zboru kalwińskiego w Krakowie). W tamtym czasie mieszkał w niej Faust Socyn. 30 kwietnia 1598 roku grupa krakowskich studentów, podburzonych przez miejscowy kler katolicki, wywlekła chorego Socyna z jego mieszkania, spaliła mieszkanie z jego księgozbiorem i usiłowała go zabić[3][4][5][6].
- nr 2. (róg ul. Brackiej 9) Kamienica Straszewskich była ośrodkiem szerokiego życia towarzyskiego w czasach, gdy mieszkał tu współtwórca Plant – Florian Straszewski.
- nr 3.
- nr 4. Kamienica Ligęzów w 1910 przeszła na własność Roberta Jahody, który prowadził w niej zakład introligatorski.
- nr 6. Kamienica Kamedułów Bielańskich.
- nr 11. Collegium Minus Uniwersytetu Jagiellońskiego (róg ul. Jagiellońskiej 17).
- nr 13. Collegium Witkowskiego Uniwersytetu Jagiellońskiego.
- nr 14. od około 1715 stanowiła własność Norbertanek, w latach 1803–1819 Drukarni Akademickiej, a od 1819 prywatnych właścicieli. W 1949 przekazano go Uniwersytetowi Jagiellońskiemu z przeznaczeniem na sale wykładowe (Kolegium Opolskie Uniwersytetu Jagiellońskiego).
- nr 16. Bursa Starnigielska, Kolegium Opolskie Uniwersytetu Jagiellońskiego.
- nr 18. (zespół Kolegium Opolskiego UJ).
- nr 24. Collegium Novum Uniwersytetu Jagiellońskiego to główny budynek Uniwersytetu Jagiellońskiego.

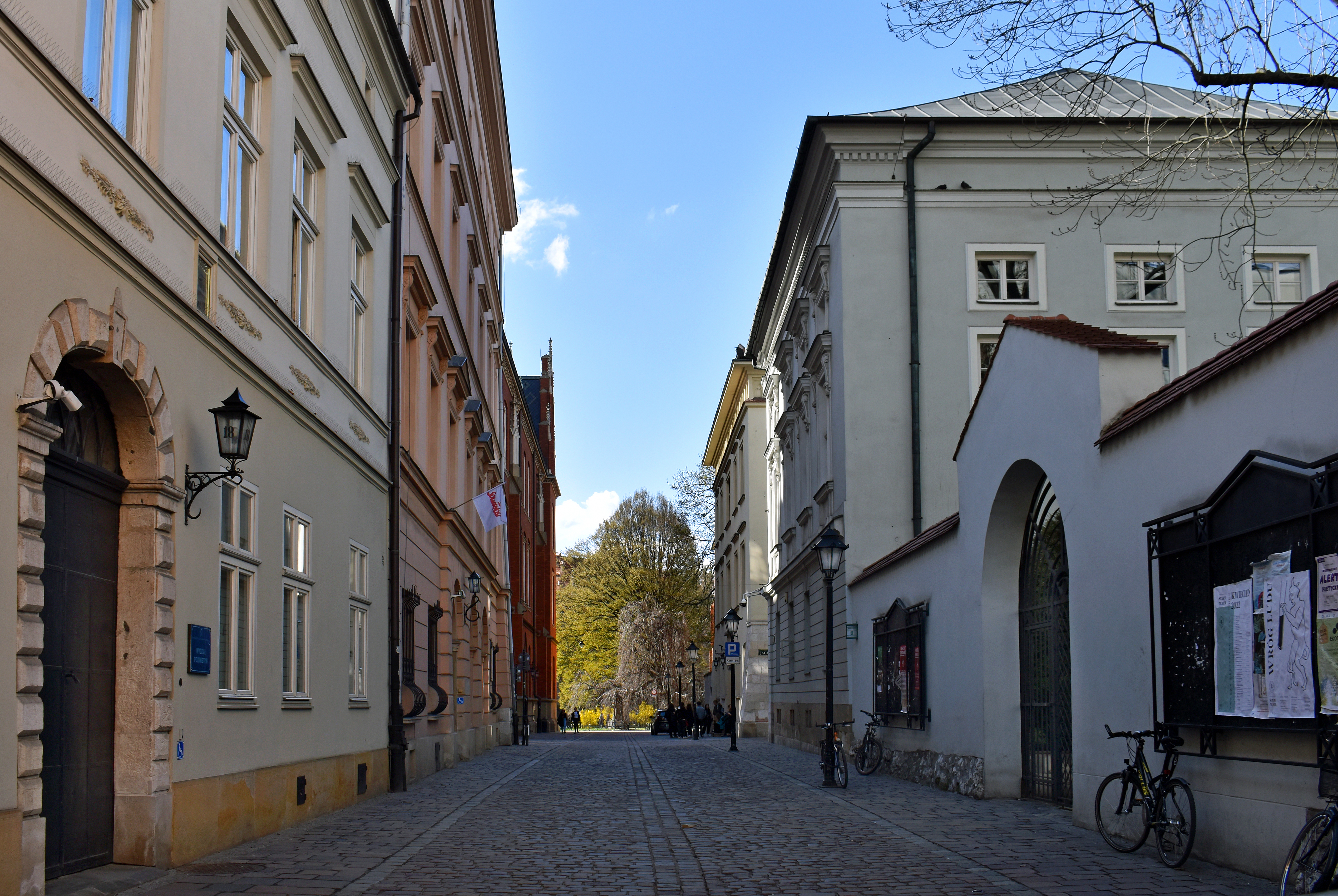
Część zachodnia. Po prawej Instytut Etnologii i Antropologii Kulturowej UJ, po lewej budynki Wydziału Polonistyki UJ
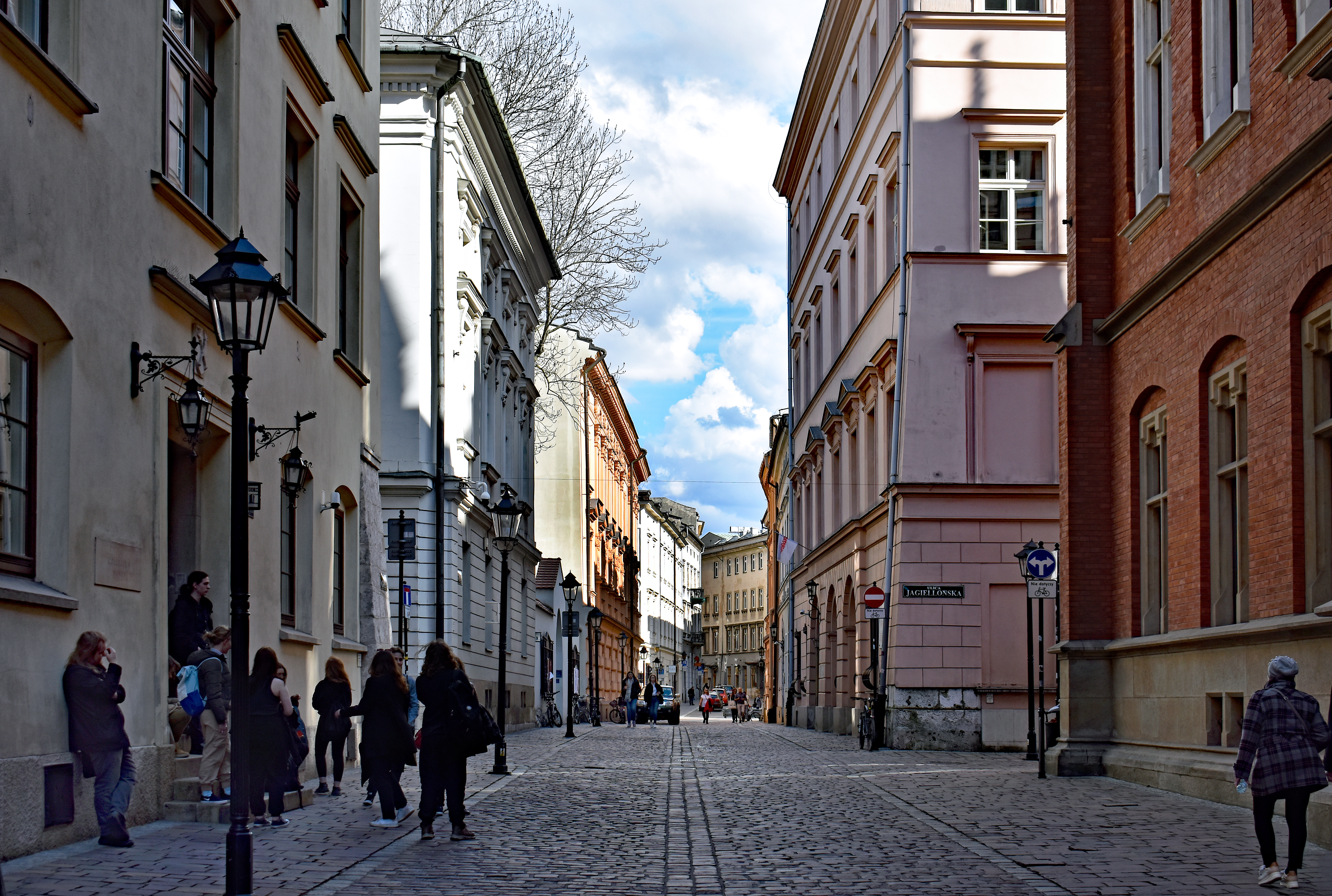
Widok na wschód
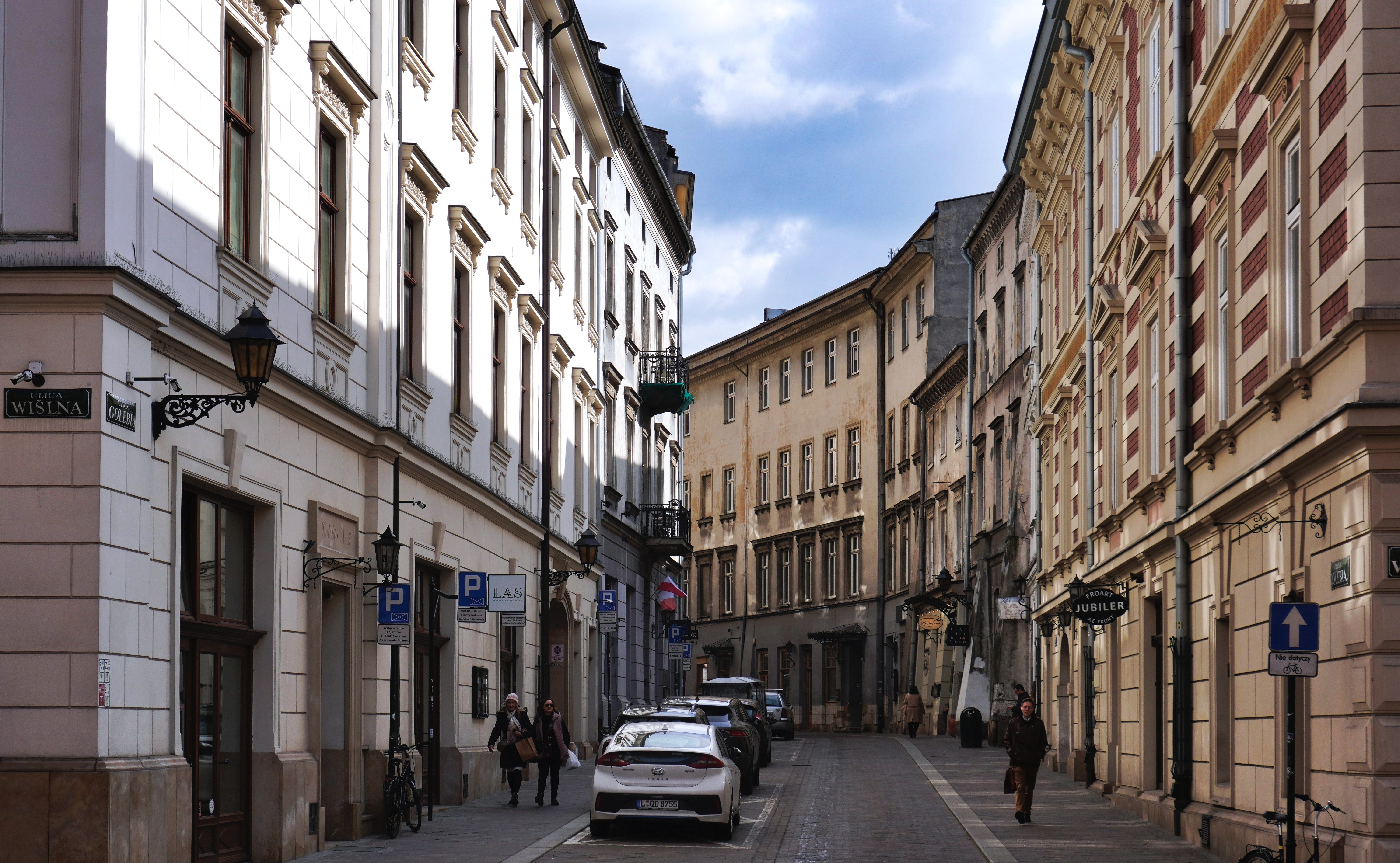
Widok od skrzyżowania z ul. Wiślną na wschód
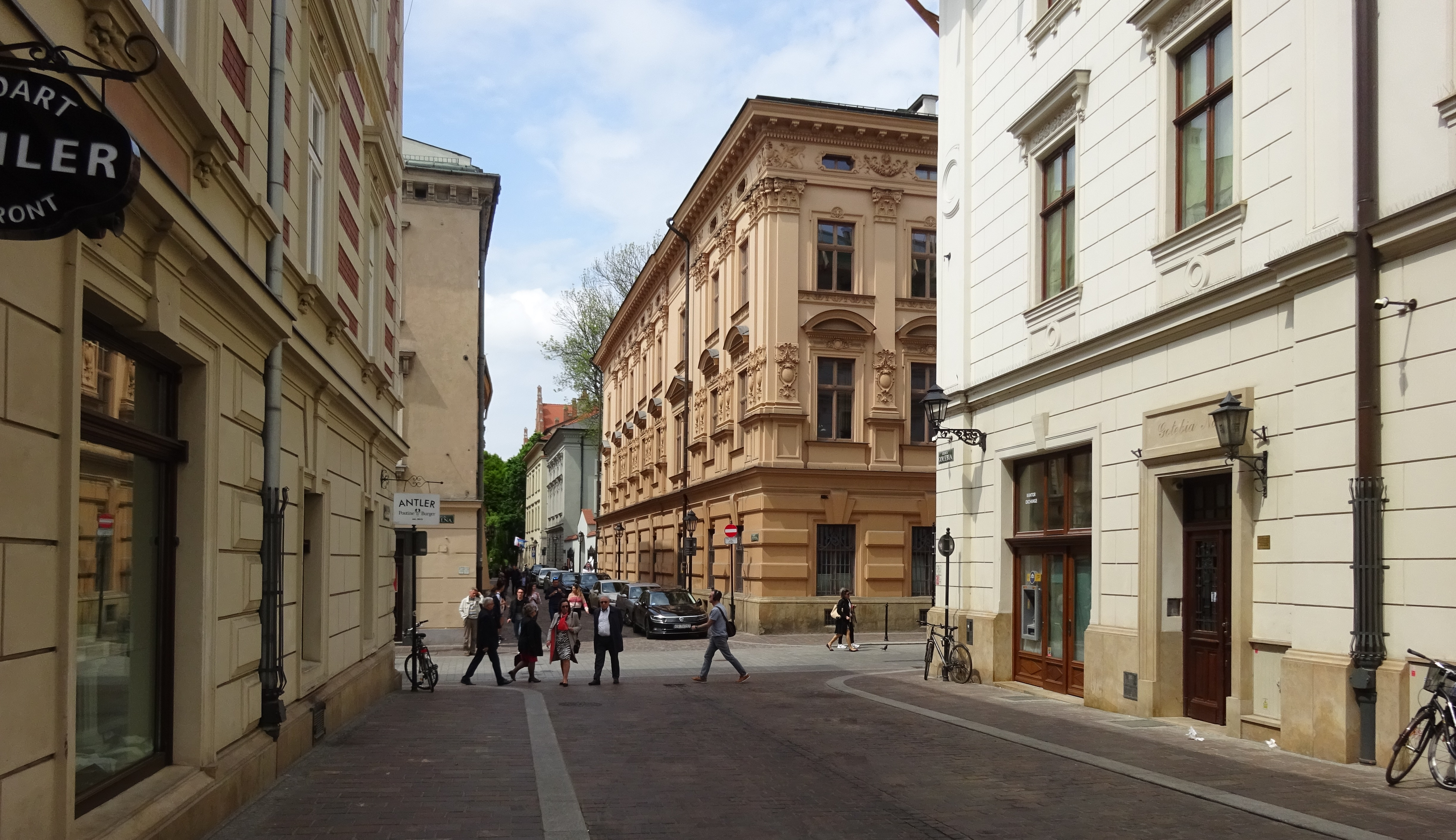
Widok na zachód, w kierunku Plant

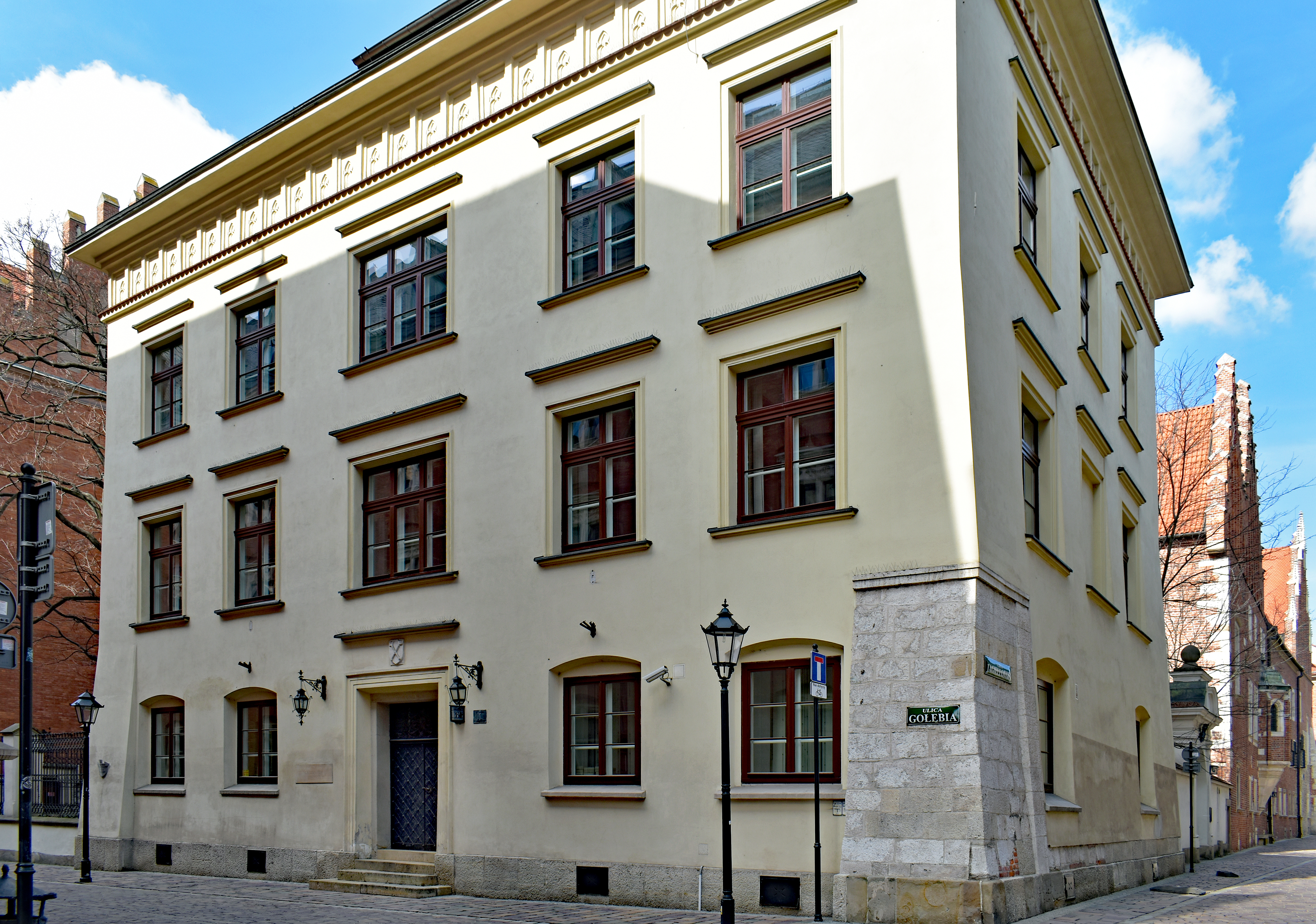
ul. Gołębia 11 Collegium Minus Uniwersytetu Jagiellońskiego
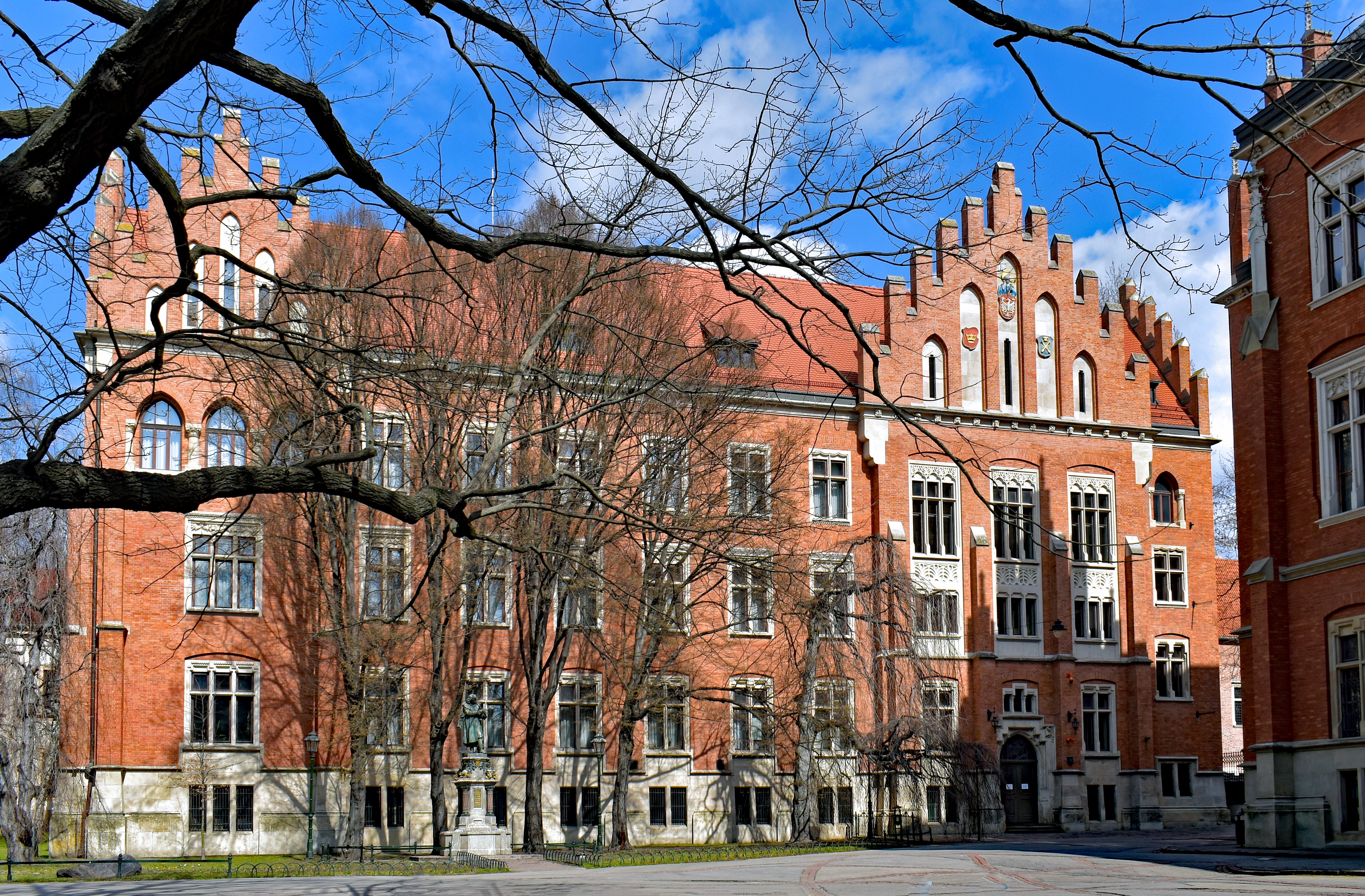
ul. Gołębia 13 Collegium Witkowskiego Uniwersytetu Jagiellońskiego
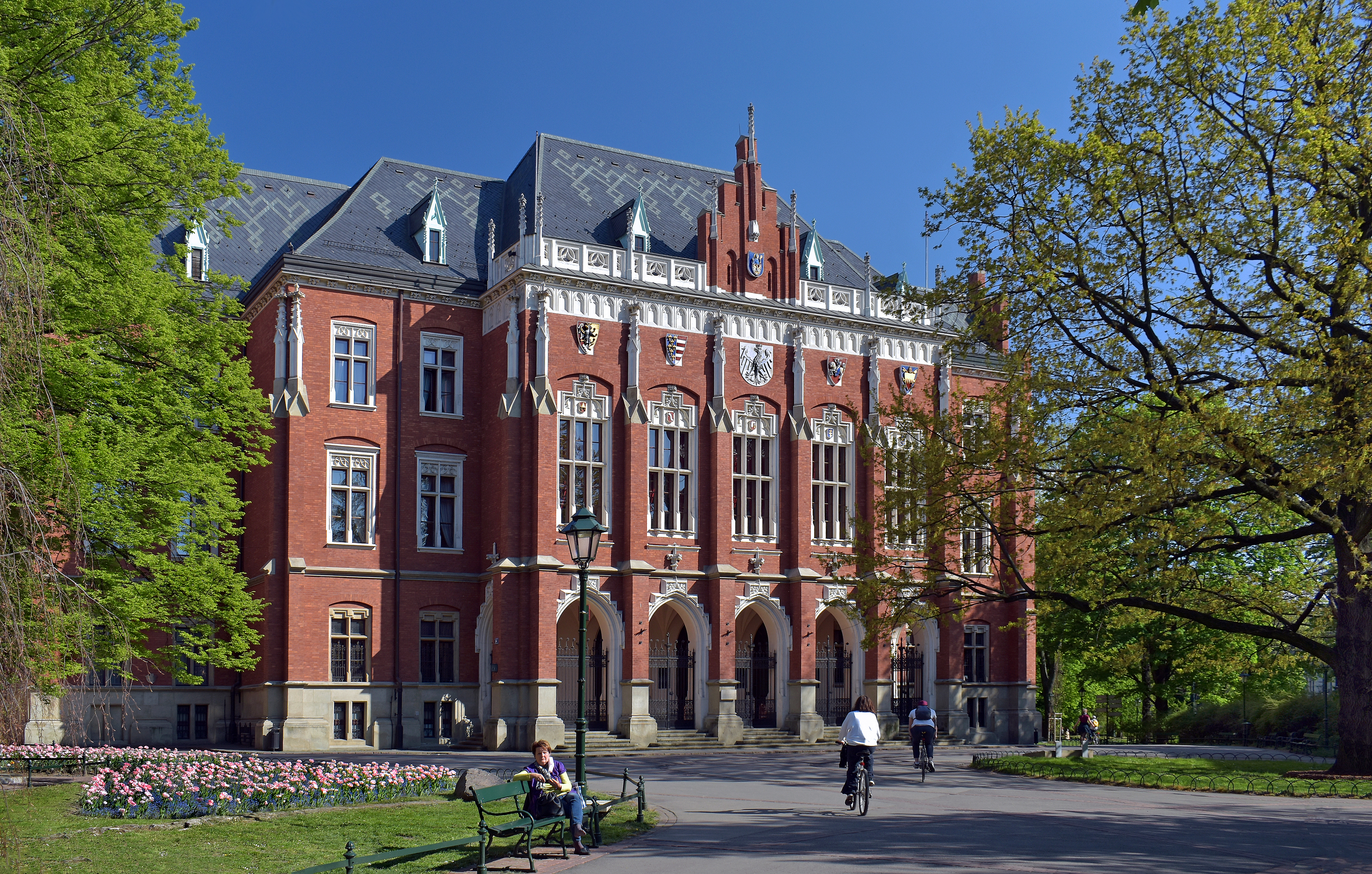
ul. Gołębia 24 Collegium Novum Uniwersytetu Jagiellońskiego